# Bruce Beer
Pour les articles homonymes, voir Beer.
Bruce Silas Beer (19 août 1910-12 janvier 1998) est un homme politique canadien de l'Ontario. Il est député fédéral libéral de la circonscription ontarienne de Peel de 1962 à 1968 et de Peel—Dufferin—Simcoe de 1968 à 1972.

## Biographie
Né à Bethany (en) en Ontario, Beer occupe les fonctions de secrétaire parlementaire :
- ministre de l'Agriculture, John Greene, de mai 1963 à septembre 1965
- ministre des Forêts, de février 1964 à septembre 1965
- ministre de l'Agriculture, de janvier 1966 à avril 1968